# Bisdom Grosseto
Het bisdom Grosseto (Latijn: Dioecesis Grossetana; Italiaans: Diocesi di Grosseto) is een in Italië gelegen rooms-katholiek bisdom met zetel in de stad Grosseto in de gelijknamige provincie in de regio Toscane. Het bisdom behoort tot de kerkprovincie Siena-Colle di Val d’Elsa-Montalcino en is suffragaan aan het aartsbisdom Siena-Colle di Val d’Elsa-Montalcino.

## Geschiedenis
Het bisdom Roselle in de huidige stad Grosseto werd opgericht in de 5e eeuw. Op 9 april 1138 verhuisde paus Innocentius II de zetel naar Grosseto. Roselle, ook wel Rusellae genoemd, is tegenwoordig een titulair aartsbisdom.

## Bisschoppen van Grosseto
- 13 juli 1996 - 17 november 2001: Giacomo Babini
- 17 november 2001 - 29 september 2012: Franco Agostinelli
- 28 mei 2013 - heden: Rodolfo Cetoloni

## Galerij

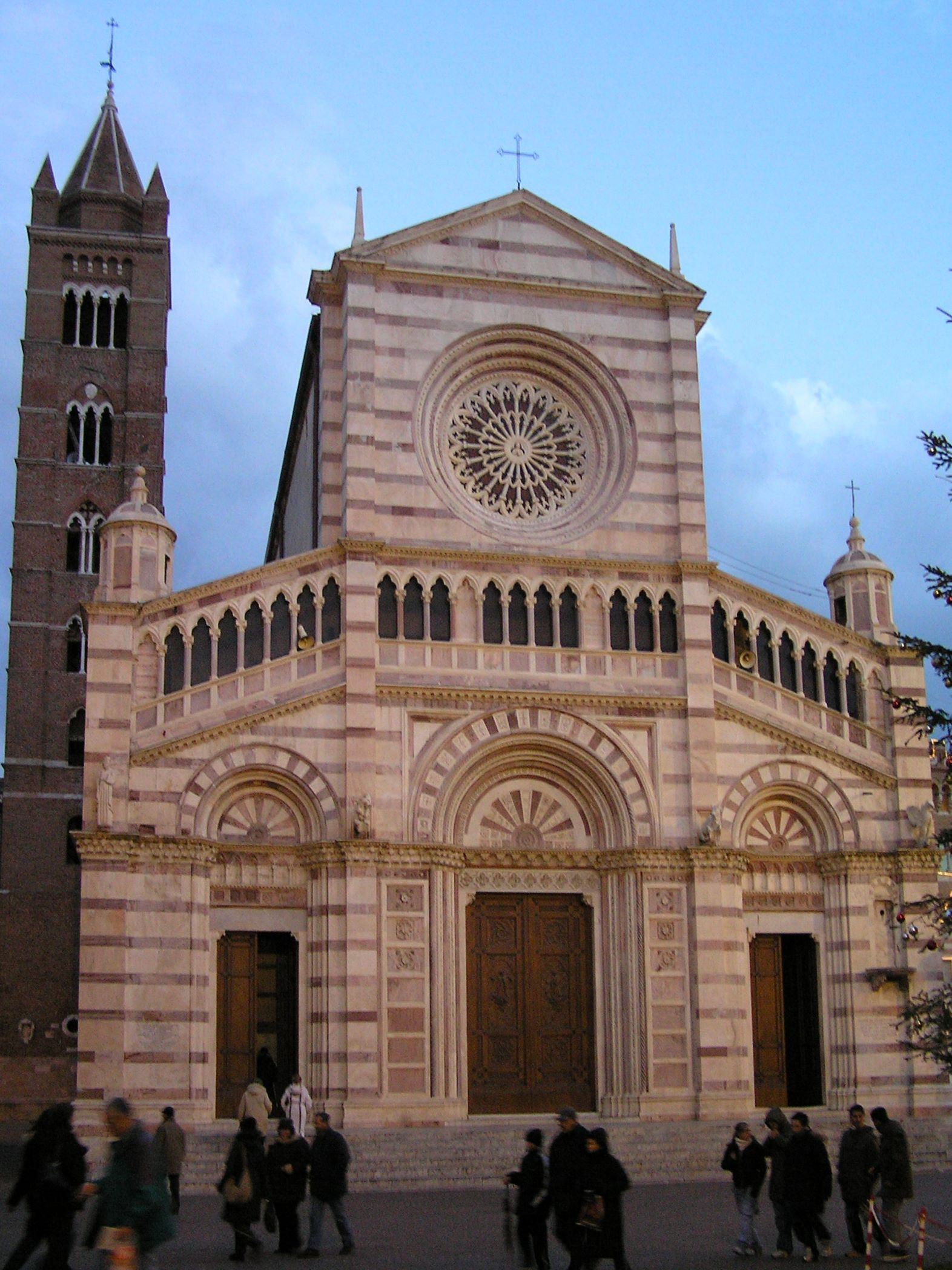
Kathedraal van Grosseto